# Barbara Anderson
Barbara Lillias Romaine Anderson, Lady Anderson (nume la naștere Barbara Lillias Romaine Wright; n. 26 aprilie 1926, Hastings⁠(d), Hawke's Bay⁠(d), Noua Zeelandă – d. 24 martie 2013, Auckland, Noua Zeelandă) a fost o scriitoare neozeelandeză.
1. ↑  Barbara Anderson, Autoritatea BnF
2. ↑  NZ author Barbara Anderson dies (în engleză)
3. ↑   https://www.otago.ac.nz/alumni/people/honorary-graduates Lipsește sau este vid: |title= (ajutor)